# K240
K240 è un videogioco strategico in tempo reale sviluppato dalla Celestial Software e pubblicato dalla Gremlin Graphics nel 1994 per i computer Amiga. K240 è il seguito del gioco Utopia.